# Ammannia senegalensis
Ammannia senegalensis är en fackelblomsväxtart som beskrevs av Jean-Baptiste de Lamarck. Ammannia senegalensis ingår i släktet Ammannia och familjen fackelblomsväxter. Utöver nominatformen finns också underarten A. s. ondongana.